# Alessandro Spugna
Alessandro Spugna (Torino, 22 novembre 1973) è un allenatore di calcio italiano, tecnico del Sassuolo.

## Carriera

### Gli inizi e la Juventus
Dopo aver trascorso dodici anni nel settore giovanile del Torino, nel 2014 passa alla Juventus, rifiutando le offerte di Fiorentina e Yokohama Marinos. Nel 2018 diventa il nuovo allenatore della formazione Primavera femminile del club bianconero, con cui vince le prime due edizioni della Viareggio Women's Cup.

### Empoli e Roma
Il 9 giugno 2020 diventa il tecnico dell'Empoli Ladies, club militante nella Serie A femminile, da cui viene esonerato il 28 aprile 2021. Il 2 giugno seguente sostituisce Elisabetta Bavagnoli alla guida della Roma femminile, con cui conquista, alla prima stagione in giallorosso, una storica qualificazione in UEFA Women's Champions League e arriva in finale di Coppa Italia, poi persa contro la Juventus.
Dopo aver prolungato, il 3 giugno 2022, il contratto che lo lega alla squadra capitolina fino al 2023, Spugna festeggia la conquista del suo primo importante trofeo da allenatore in carriera, la Supercoppa femminile 2022, battendo la Juventus nel combattuto incontro allo stadio Ennio Tardini di Parma, risolto a favore delle giallorosse solo ai calci di rigore dopo che sia i tempi regolamentari, sia i supplementari si errano conclusi con una rete per parte. Nel dicembre del 2022, l'allenatore rinnova il proprio contratto con la Roma per un'ulteriore stagione, fino al 30 giugno 2024.
Il 29 aprile 2023 con la Roma Femminile conquista il primo scudetto, vincendo per 2-1 contro la Fiorentina e raggiungendo matematicamente la vittoria in campionato alla sesta di dieci giornate della Poule Scudetto.
Nella stagione successiva, il tecnico guida la compagine giallorossa alla riconferma del titolo di Campione d'Italia, nonché alla vittoria della sua prima Coppa Italia. A febbraio 2024, l'allenatore rinnova il proprio contratto con il club fino al 30 giugno 2026.
Il 27 maggio 2024 riceve il Premio USSI (Unione Stampa Sportiva Italiana).
Il 25 maggio 2025, è stata annunciata l'interruzione consensuale dell'accordo fra Spugna e la Roma: il tecnico ha collezionato in tutto 158 panchine insieme al club giallorosso, con cui ha vinto due titoli nazionali, una Coppa Italia e due Supercoppe Italiane.

### Sassuolo
Il 2 luglio 2025, Spugna viene ingaggiato come nuovo tecnico del Sassuolo, sempre in Serie A femminile.

## Statistiche

### Statistiche da allenatore
Statistiche aggiornate al 17 maggio 2025. In grassetto le competizioni vinte.
| Stagione        | Squadra         | Campionato      | Campionato | Campionato | Campionato | Campionato | Coppe nazionali | Coppe nazionali | Coppe nazionali | Coppe nazionali | Coppe nazionali | Coppe continentali | Coppe continentali | Coppe continentali | Coppe continentali | Coppe continentali | Altre coppe | Altre coppe | Altre coppe | Altre coppe | Altre coppe | Totale | Totale | Totale | Totale | % Vittorie | Piazzamento |
| Stagione        | Squadra         | Comp            | G          | V          | N          | P          | Comp            | G               | V               | N               | P               | Comp               | G                  | V                  | N                  | P                  | Comp        | G           | V           | N           | P           | G      | V      | N      | P      | %          | Piazzamento |
| --------------- | --------------- | --------------- | ---------- | ---------- | ---------- | ---------- | --------------- | --------------- | --------------- | --------------- | --------------- | ------------------ | ------------------ | ------------------ | ------------------ | ------------------ | ----------- | ----------- | ----------- | ----------- | ----------- | ------ | ------ | ------ | ------ | ---------- | ----------- |
| 2020-apr. 2021  | Empoli          | A               | 18         | 8          | 3          | 7          | CI              | 4               | 2               | 0               | 2               | -                  | -                  | -                  | -                  | -                  | -           | -           | -           | -           | -           | 22     | 10     | 3      | 9      | 45,45      | Eson.       |
| 2021-2022       | Roma            | A               | 22         | 17         | 3          | 2          | CI              | 7               | 6               | 0               | 1               | -                  | -                  | -                  | -                  | -                  | SI          | 1           | 0           | 0           | 1           | 30     | 23     | 3      | 4      | 76,67      | 2º          |
| 2022-2023       | Roma            | A               | 26         | 22         | 1          | 3          | CI              | 7               | 4               | 1               | 2               | UWCL               | 12                 | 7                  | 2                  | 3                  | SI          | 1           | 0           | 1           | 0           | 46     | 33     | 5      | 8      | 71,74      | 1º          |
| 2023-2024       | Roma            | A               | 26         | 23         | 1          | 2          | CI              | 6               | 4               | 1               | 1               | UWCL               | 8                  | 3                  | 2                  | 3                  | SI          | 1           | 0           | 0           | 1           | 41     | 30     | 4      | 7      | 73,17      | 1º          |
| 2024-2025       | Roma            | A               | 26         | 13         | 6          | 7          | CI              | 6               | 4               | 1               | 1               | UWCL               | 8                  | 5                  | 0                  | 3                  | SI          | 1           | 1           | 0           | 0           | 41     | 23     | 7      | 11     | 56,10      | 3º          |
| Totale Roma     | Totale Roma     | Totale Roma     | 100        | 75         | 11         | 14         |                 | 26              | 18              | 3               | 5               |                    | 28                 | 15                 | 4                  | 9                  |             | 4           | 1           | 1           | 2           | 158    | 109    | 19     | 30     | 68,99      |             |
| 2025-2026       | Sassuolo        | A               | 0          | 0          | 0          | 0          | CI+SAWC         | 0               | 0               | 0               | 0               | -                  | -                  | -                  | -                  | -                  | -           | -           | -           | -           | -           | 0      | 0      | 0      | 0      | —          | in corso    |
| Totale carriera | Totale carriera | Totale carriera | 118        | 83         | 14         | 21         |                 | 30              | 20              | 3               | 7               |                    | 28                 | 15                 | 4                  | 9                  |             | 4           | 1           | 1           | 2           | 180    | 119    | 22     | 39     | 66,11      |             |

## Palmarès

### Club

#### Competizioni giovanili
- Torneo di Viareggio: 2

Juventus: 2019, 2020

#### Competizioni nazionali
- Supercoppa italiana: 2

Roma: 2022, 2024
- Campionato italiano: 2

Roma: 2022-2023, 2023-2024
- Coppa Italia: 1

Roma: 2023-2024

### Individuale
- Premio Bulgarelli Number 8: 1

Miglior Allenatore Serie A femminile:  2022-2023
- Panchina d'oro: 2

2022-2023, 2023-2024